# Artik
Artik (in armeno Արթիկ?) è una città di 14 949 abitanti (2008) della provincia di Shirak in Armenia.